# Queso

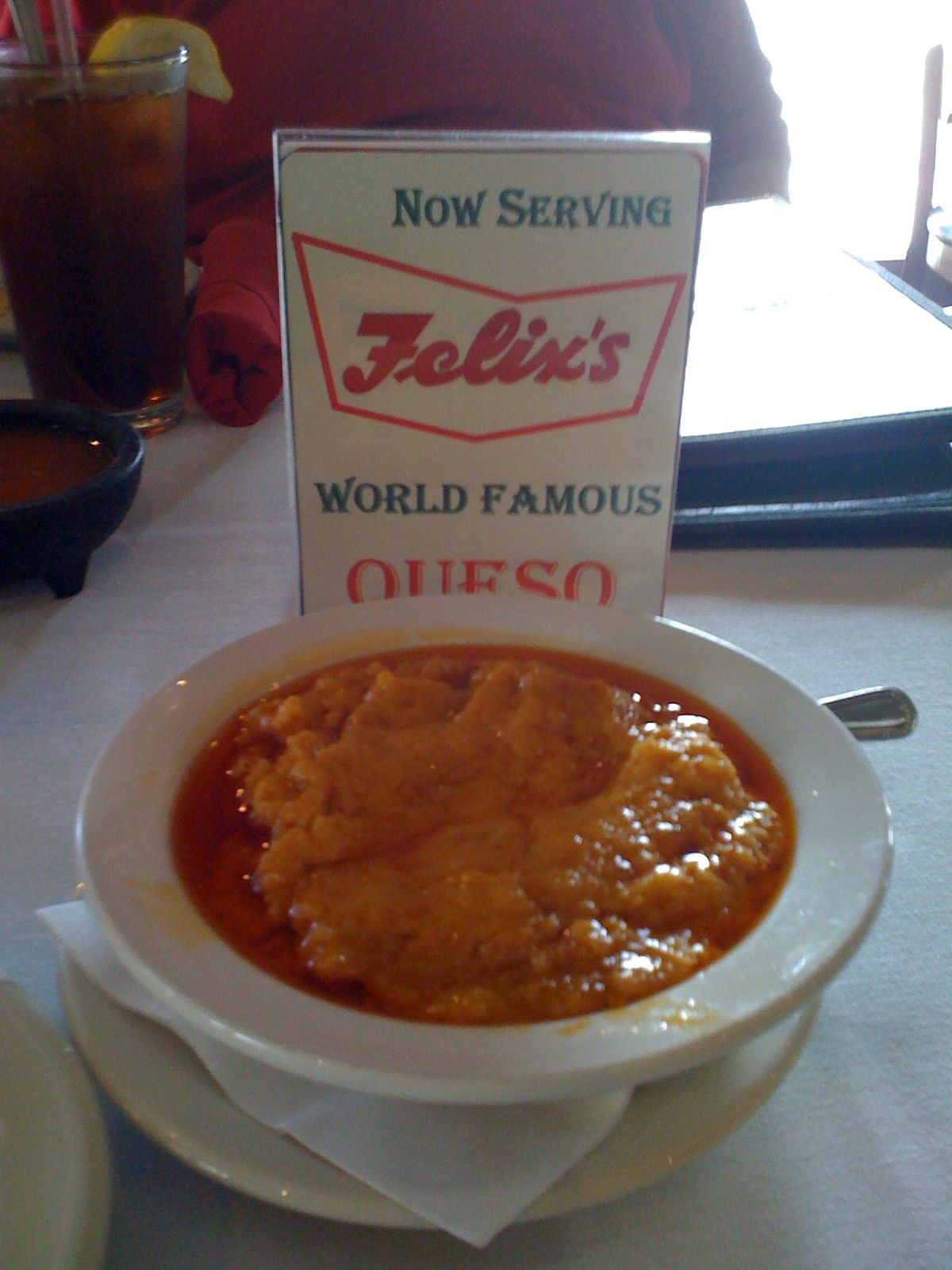
Chile con queso trong một nhà hàng

Chile con queso (Từ tiếng Tây Ban Nha cho "ớt với pho mát"), đôi khi được gọi đơn giản là queso, là một món khai vị hoặc món ăn thêm từ phô-mai chảy và ớt. Món này thường phục vụ trong các nhà hàng Tex-Mex (Texas-Mexico) như là một loại nước chấm cho bim bim tortilla.

## Khái quát
Chile con queso là một phần của ẩm thực Tex-Mex và ẩm thực Tây Nam Hoa Kỳ, có nguồn gốc ở bang Chihuahua phía bắc Mexico, là một phiên bản của món Queso chihuahua và Queso flameado. Chile con queso chủ yếu được tìm thấy trên thực đơn các nhà hàng ở Tex-Mex và các bang khác của Hoa Kỳ.

### Nguyên liệu
Chile con queso là một loại xốt mịn, sốt kem, được sử dụng để chấm. Nó được làm từ sự pha trộn các loại pho mát chảy (thường là pho mát chế biến như Velveeta hoặc các loại pho mát chế biến khác, Monterey Jack hoặc pho mát kem), kem, và ớt; ớt có thể dưới dạng hỗn hợp cà chua và ớt đóng hộp được bán ở Ro-Tel. Nhiều nhà hàng phục vụ chile con queso với các nguyên liệu bổ sung như pico de gallo, đậu đen, guacamole, và thịt bò và/hoặc thịt lợn băm.

### Phục vụ
Chile con queso là một món ấm, được làm nóng đến nhiệt độ thích hợp. Chile con queso có thể được ăn với tortilla, bim bim tortilla, hoặc bim bim queso đặc biệt mà dày hơn bim bim tortilla. Nó cũng có thể được sử dụng làm gia vị ăn với fajita, taco, enchilada, miga, quesadilla hoặc bất món ăn Tex-Mex nào khác.
Trong khi các nhà hàng Tex-Mex cung cấp bim bim và salsa miễn phí, queso thường bị tính phí thêm. Nó có thể được làm từ nhiều loại pho mát khác nhau. Nó thường có màu trắng hoặc vàng.
Mặc dù chile con queso thường được gọi là "queso" ("pho mát" trong tiếng Tây Ban Nha), không nên nhầm lẫn nó với "nước chấm pho mát", đặc biệt là loại này không có ớt.